# Köln (regiune)
Köln este una dintre cele cinci regiuni administrative de tip Regierungsbezirk ale landului Renania de Nord - Westfalia, Germania. Este situată în sud-vestul landului și are capitala în orașul Köln.
| Districte rurale (Kreis) 1. Aachen 2. Düren 3. Euskirchen 4. Heinsberg 5. Oberbergischer Kreis 6. Rhein-Erft-Kreis 7. Rhein-Sieg 8. Rheinisch-Bergischer Kreis | Orașe district urban (kreisfreie Stadt) 1. Aachen 2. Bonn 3. Köln - capitala regiunii admin. 4. Leverkusen |